# Padornelos
Padornelos is een plaats (freguesia) in de Portugese gemeente Montalegre en telt 151 inwoners (2001).